# Mali Zdenci
Mali Zdenci je naselje u Republici Hrvatskoj, u sastavu Grada Grubišnog Polja, Bjelovarsko-bilogorska županija. 

## Stanovništvo
Prema popisu stanovništva iz 2001. godine, naselje je imalo 469 stanovnika te 150 obiteljskih kućanstava. Prema popisu stanovništva iz 2011. godine, naselje je imalo 436 stanovnika.
Prema popisu stanovništva iz 2011. godine, naselje je imalo 436 stanovnika.
| broj stanovnika | 387   | 446   | 466   | 777   | 745   | 677   | 656   | 662   | 590   | 611   | 565   | 514   | 468   | 511   | 469   | 436   | 352   |
|                 | 1857. | 1869. | 1880. | 1890. | 1900. | 1910. | 1921. | 1931. | 1948. | 1953. | 1961. | 1971. | 1981. | 1991. | 2001. | 2011. | 2021. |